# Esteban Peña Morell
Esteban Peña Morell (* 1894 in Santo Domingo; † 1938 in Barcelona) war ein dominikanischer Komponist.
Morell studierte Komposition bei Máximo Alfredo Sales. 1924–25 besuchte er die Kompositionsklasse des Spaniers Pedro San Juan und spielte im von ihm gegründeten Orquesta Filarmónica de La Habana Fagott. Im Auftrag der Erzdiözese Havanna ordnete er das Musikarchiv der Kathedrale und restaurierte eine Anzahl beschädigter Handschriften. Viele Handschriften kopierte er für die Zeitschrift Carteles, die dadurch Verbreitung im karibischen Raum und Südamerika fanden.
1929 kehrte er in seine Heimat zurück und gründete eine Musikschule, an der er gemeinsam mit Musikern wie Julio Alberto Hernández und Floripe Mieses unterrichtete. 1930 ging er in die USA und 1933 nach Spanien. Er komponierte hier Arrangements für den dominikanischen Bariton Eduardo Brito, trat als Freiwilliger in ein republikanisches Bataillon ein und leitete eine Militärkapelle in Katalonien.
Morell sammelte dominikanische Folklore und verfasste darüber das Buch Folko-música dominicana, dessen Manuskript beim Hurrikan von San Zeno 1930 in der Druckerei zerstört wurde. Er komponierte u. a. die Zarzuela Alma criolla, die sinfonische Dichtung Anacaona und die Sinfonía Bárbara.